# Nowy Put (Kursk)
Nowy Put (russisch Новый Путь) ist eine Siedlung (ländlichen Typs) in der Oblast Kursk in Russland. Sie gehört zum Rajon Gluschkowo und zur Landgemeinde (selskoje posselenije) Wesselowski selsowjet.

## Geographie
Der Ort liegt gut 126 km Luftlinie südwestlich des Oblastverwaltungszentrums Kursk im südwestlichen Teil der Mittelrussischen Platte, 11,5 km südwestlich des Rajonverwaltungszentrums Gluschkowo, 3,5 km vom Sitz des Dorfsowjet – Wesseloje, 0,5 km von der Grenze zwischen Russland und der Ukraine.

### Klima
Das Klima im Ort ist wie im Rest des Rajons kalt und gemäßigt. Es gibt während des Jahres eine erhebliche Niederschlagsmenge. Dfb lautet die Klassifikation des Klimas nach Köppen und Geiger.

## Bevölkerungsentwicklung
| Jahr | Einwohner |
| ---- | --------- |
| 2002 | 22        |
| 2010 | 5         |

Anmerkung: Volkszählungsdaten

## Verkehr
Nowy Put liegt 13,5 km von der Straße regionaler Bedeutung 38K-040 (Chomutowka – Rylsk – Gluschkowo – Tjotkino – Grenze zur Ukraine), 0,2 km von der Straße interkommunaler Bedeutung 38N-052 (Gluschkowo – Wesseloje – Tjotkino) und 0,3 km von der nächsten Eisenbahnhaltestelle 322 km (Eisenbahnstrecke 322 km – Lgow-Kijewskij) entfernt.
Der Ort liegt 160 km vom internationalen Flughafen von Belgorod entfernt.